# Yusof Rawa
Yusof bin Abdullah (George Town, Penang, 8 de mayo de 1922 - ibídem, 27 de abril de 2000) más conocido como Yusof Rawa fue un político malasio que fungió como Presidente del Partido Islámico Panmalayo (PAS) entre 1982 y 1989. Antes de su liderazgo, fue embajador de Malasia en varios países y ejerció dos períodos como diputado. Su nombre legal era Yusof Abdullah.

## Trayectoria

### Carrera temprana
Yusof se unió al PAS tras su fundación en noviembre de 1951. Entre sus logros políticos notables fueron su elección como diputado por la circunscripción de Kota Star Selatan, Kedah, en las elecciones federales de 1969, en las que derrotó al candidato de la Alianza Mahathir Mohamad, quien luego sería primer ministro. Tal suceso constituyó la única derrota de Mahathir en cualquier elección que disputaría. Fue reelegido en 1974 y a su vez fue designado Viceministro en el Gabinete de Abdul Razak Hussein, luego de que el PAS se uniera a la coalición Barisan Nasional (Frente Nacional o BN). Se desempeñó como embajador de Malasia en varios países islámicos: Turquía, Afganistán e Irán. Fue en este último donde inspiraría sus ideales para realizar una revolución islámica en Malasia, similar al proceso similar ocurrido allí en 1979.

### Presidente del PAS
Yusof se convirtió en el presidente de PAS en 1982, ganando el puesto sin oposición después de una crisis de liderazgo en el partido. Su elección fue vista como una victoria para la facción ulama del partido ya que su predecesor, Asri Muda, no era considerado un alim. El liderazgo de Asri fue notable por el cambio de las perspectivas de PAS hacia el nacionalismo malayo. Tanto esto como su adhesión al Barisan Nasional habían destrozado la legitimidad del partido ante el electorado islamista.
Posteriormente, Yusof intentó aumentar la influencia de los ulama dentro del PAS, rodeándose de dirigentes ulama como Abdul Hadi Awang o Nik Abdul Aziz Nik Mat. La dirección de su dirección del partido fue vista como firmemente islamista. Bajo su presidencia, el PAS adoptó un estado islámico como única política oficial, y propuso limitar los poderes del Parlamento a estar sujetos a la supervisión de un "Asamblea de Ulama". Al mismo tiempo, alejó al PAS del nacionalismo malayo e introdujo cambios significativos en la estructura interna del partido. Un cambio fue introducir el puesto de "Líder espiritual", del cual fue el primer ocupante. Su estilo de liderazgo ha sido descrito como "fogoso y franco".
A pesar de que la población malasia efectivamente estaba volviéndose más religiosa y conservadora durante la década de 1980, en las elecciones de 1986 el PAS sufrió su peor derrota electoral al retener tan solo un escaño parlamentario, mientras que el Barisan Nasional se impuso en todas las demás circunscripciones en las que disputó contra él. Ante este revés, el PAS no tuvo más remedio que retirarse de su islamismo de línea dura y seguir un curso moderado. A principios de 1989, Yusof estaba demasiado enfermo para seguir liderando el partido, por lo que dimitió y asumió su vicepresidente, Fadzil Noor, también de la facción ulama.

## Después de su liderazgo
Yusof murió en Penang el 27 de abril de 2000. Su hijo, Mujahid Yusof Rawa , se convirtió en miembro del parlamento en 2008.